# Al-Thalabiyya
Al-Thalabiyya era una etapa en la ruta dels pelegrins entre Kufa i la Meca, al Najd, al nord-est de la moderna Aràbia Saudita, prop de la frontera amb l'Iraq. És esmentada per diversos geògrafs medievals musulmans i per alguns pelegrins que hi van passar, entre els quals Ibn Battuta. Les seves restes es troben avui dia a la vall de Shaib al-Bid i inclouen una birka o cisterna.